# Inga pilosiuscula
Inga pilosiuscula är en ärtväxtart. Inga pilosiuscula ingår i släktet Inga och familjen ärtväxter.

## Underarter
Arten delas in i följande underarter:
- I. p. panurensis
- I. p. pilosiuscula